# Peillac
Peillac [pɛjak]  est une commune française, située dans le département du Morbihan en région Bretagne.

## Géographie

### Localisation et communes limitrophes
Peillac se trouve à l'est du Morbihan, à une dizaine de kilomètres au nord-ouest de Redon.  La commune est située en Haute-Bretagne, la partie gallaise de la Bretagne.

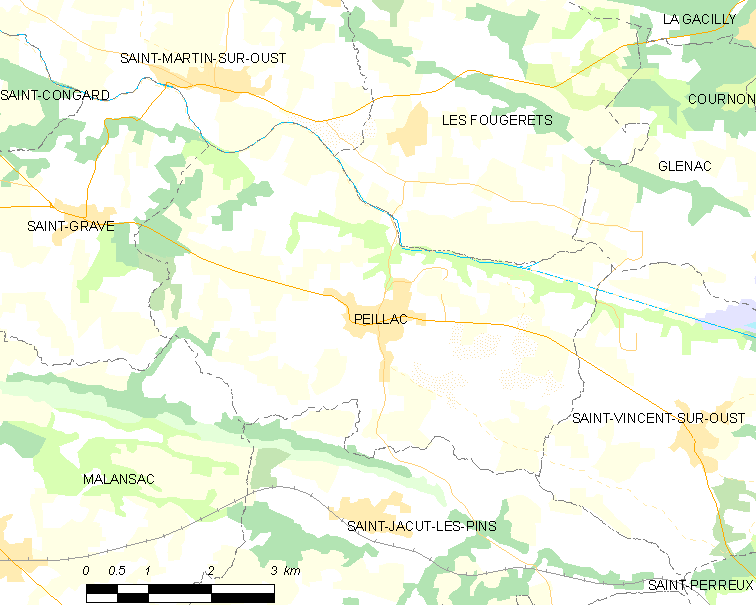
Carte simplifiée de la commune.

| Saint-Martin-sur-Oust | Les Fougerêts        | La Gacilly             |
| Saint-Gravé           | Peillac              | Saint-Vincent-sur-Oust |
| Malansac              | Saint-Jacut-les-Pins |                        |

### Géologie et relief
- limites communales et bourg de Peillac
- schistes du Briovérien (b-02)
- grès armoricain (O2)
- schistes d'Angers(O3-4)
- grès du Châtellier (O5)
- granite des landes de Lanvaux (γ1)
- alluvions pléistocènes (Fx-y)
- alluvions holocènes (Fz)

Carte géologique de Peillac.
limites communales et bourg de Peillac
schistes du Briovérien (b-02)
grès armoricain (O2)
schistes d'Angers(O3-4)
grès du Châtellier (O5)
granite des landes de Lanvaux (γ1)
alluvions pléistocènes (Fx-y)
alluvions holocènes (Fz)
: failles

La géologie de Peillac est marquée par la présence de l'anticlinal de Lanvaux, orienté de l'ouest-nord-ouest à l'est-sud-est, et les terrains affleurants sont organisés en bandes parallèles respectant cette orientation. Les formations schisteuses attribuées au Briovérien (b-02) (fin du Précambrien) se rencontrent au sud du territoire de Peillac mais également plus au nord, au niveau des Fougerêts. Des formations sédimentaires ordoviciennes, grès armoricain de l'Arénigien (O2), schistes d'Angers du Llanvirnien-Llandellien (O3-4) ou grès du Châtellier du Caradocien (O5) les recouvrent. Cet ensemble est structuré lors de l'orogénèse hercycienne qui se caractérise ici par la présence du granite des landes de Lanvaux (γ1). Des failles recoupent le banc de granite. Les alluvions de terrasse du Pléistocène (Fx-y) ou celles fluviatiles de l'Holocène (Fz) qui se déposent dans la vallée de l'Oust sont les plus récentes formations affleurantes du secteur.
Le territoire communal de Peillac affecte sensiblement la forme d'un rectangle allongé dans le sens de l'anticlinal de Lanvaux et mesurant 7,2 × 4,1 km dans ses plus grandes dimensions. Les points les plus hauts de la commune se rencontrent sur la crête de cet anticlinal qui s'abaisse progressivement de l'ouest vers l'est. Le chef-lieu communal, bâti sur cette crête, se trouve à une altitude d'environ 65 m. Les points les plus bas (au niveau de la mer) se trouvent dans les vallées de l'Oust et de l'Arz.
Avec 2 420 ha, quand la surface moyenne d'une commune française est de 1 488 ha, Peillac est une commune de grande taille.
| - Carte topographique de la commune de Peillac. |

### Hydrographie
Pour un article plus général, voir Réseau hydrographique du Morbihan.
La commune est située dans le bassin Loire-Bretagne. Elle est drainée par le canal de Nantes à Brest, l'Oust, l'Arz et divers autres petits cours d'eau,.
Le canal de Nantes à Brest est un canal, chenal et un estuaire et un cours d'eau naturel navigable sur une grande partie de son cours, d'une longueur de 364 km, prend sa source dans la commune de Nort-sur-Erdre et se jette  dans la Loire à Nantes. 
L'Oust longe et constitue la frontière nord du territoire de la commune. D'une longueur de 145 km, il prend sa source dans la commune de La Harmoye et se jette  dans la Vilaine à Rieux, après avoir traversé 46 communes. 
L'Arz, d'une longueur de 66 km, prend sa source dans la commune de Plaudren et se jette  dans l'Oust à Saint-Jean-la-Poterie, après avoir traversé 15 communes. 

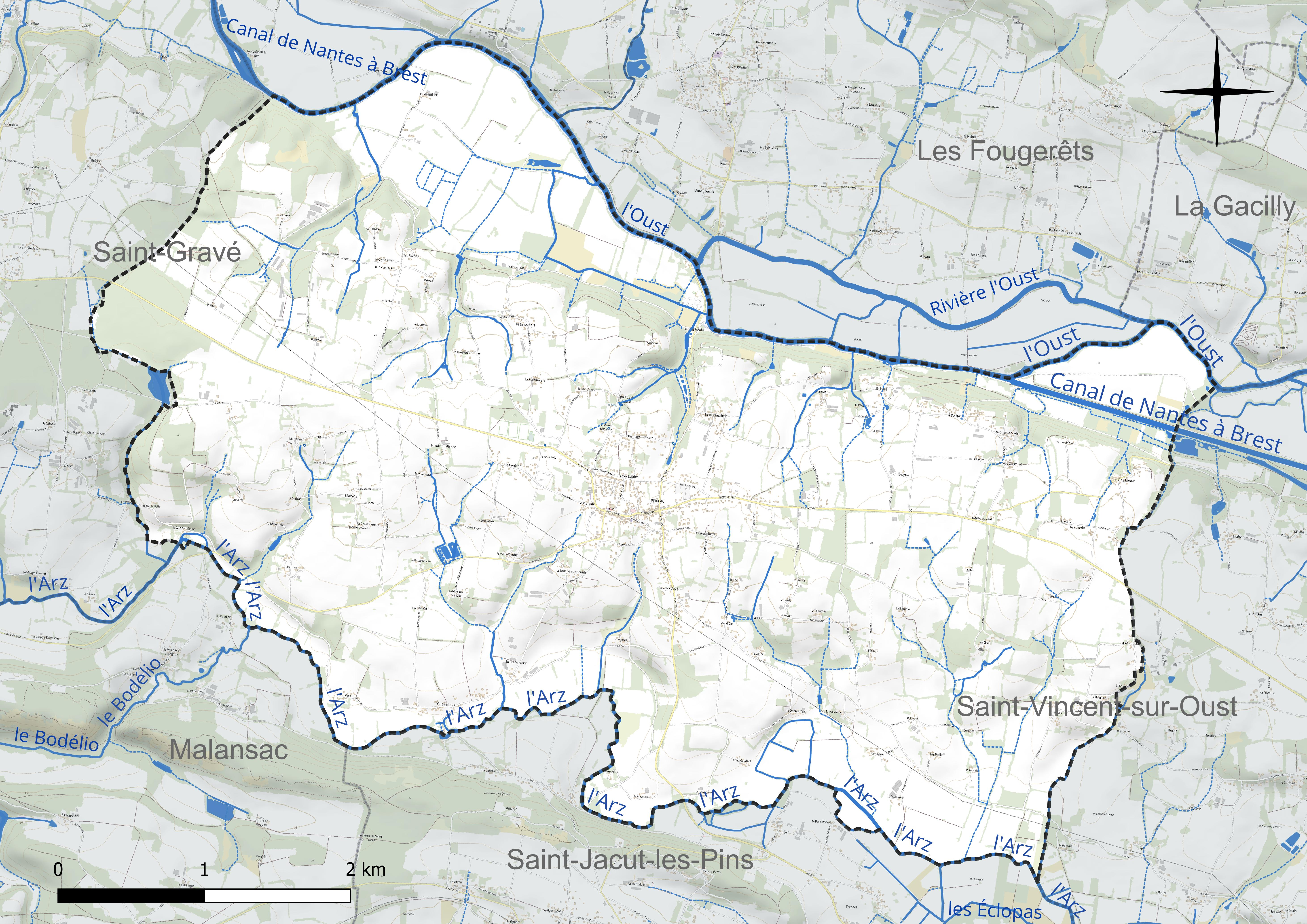
Réseau hydrographique de Peillac.

### Climat
Pour des articles plus généraux, voir Climat de la Bretagne et Climat du Morbihan.
En 2010, le climat de la commune est de type climat océanique franc, selon une étude du CNRS s'appuyant sur une série de données couvrant la période 1971-2000. En 2020, Météo-France publie une typologie des climats de la France métropolitaine dans laquelle la commune est exposée à un climat océanique et est dans la région climatique  Bretagne orientale et méridionale, Pays nantais, Vendée, caractérisée par une faible pluviométrie en été et une bonne insolation. Parallèlement l'observatoire de l'environnement en Bretagne publie en 2020 un zonage climatique de la région Bretagne, s'appuyant sur des données de Météo-France de 2009. La commune est, selon ce zonage, dans la zone « Intérieur Est  », avec des hivers frais, des étés chauds et des pluies modérées.  
Pour la période 1971-2000, la température annuelle moyenne est de 11,7 °C, avec une amplitude thermique annuelle de 12,7 °C. Le cumul annuel moyen de précipitations est de 834 mm, avec 12,9 jours de précipitations en janvier et 6,3 jours en juillet. Pour la période 1991-2020, la température moyenne annuelle observée sur la station météorologique la plus proche, située sur la commune de Saint-Jacut-les-Pins à 3 km à vol d'oiseau, est de 12,4 °C et le cumul annuel moyen de précipitations est de 947,8 mm,. Pour l'avenir, les paramètres climatiques de la commune estimés pour 2050 selon différents scénarios d’émission de gaz à effet de serre sont consultables sur un site dédié publié par Météo-France en novembre 2022.

## Urbanisme

### Typologie
Au 1er janvier 2024, Peillac est catégorisée bourg rural, selon la nouvelle grille communale de densité à sept niveaux définie par l'Insee en 2022.
Elle est située hors unité urbaine. Par ailleurs la commune fait partie de l'aire d'attraction de Redon, dont elle est une commune de la couronne,. Cette aire, qui regroupe 22 communes, est catégorisée dans les aires de moins de 50 000 habitants,.

### Occupation des sols
L'occupation des sols de la commune, telle qu'elle ressort de la base de données européenne d’occupation biophysique des sols Corine Land Cover (CLC), est marquée par l'importance des territoires agricoles (84,3 % en 2018), en diminution par rapport à 1990 (86,4 %). La répartition détaillée en 2018 est la suivante : 
zones agricoles hétérogènes (36,6 %), terres arables (34,5 %), prairies (13,2 %), forêts (11,2 %), zones urbanisées (4,5 %). L'évolution de l’occupation des sols de la commune et de ses infrastructures peut être observée sur les différentes représentations cartographiques du territoire : la carte de Cassini (XVIIIe siècle), la carte d'état-major (1820-1866) et les cartes ou photos aériennes de l'IGN pour la période actuelle (1950 à aujourd'hui).

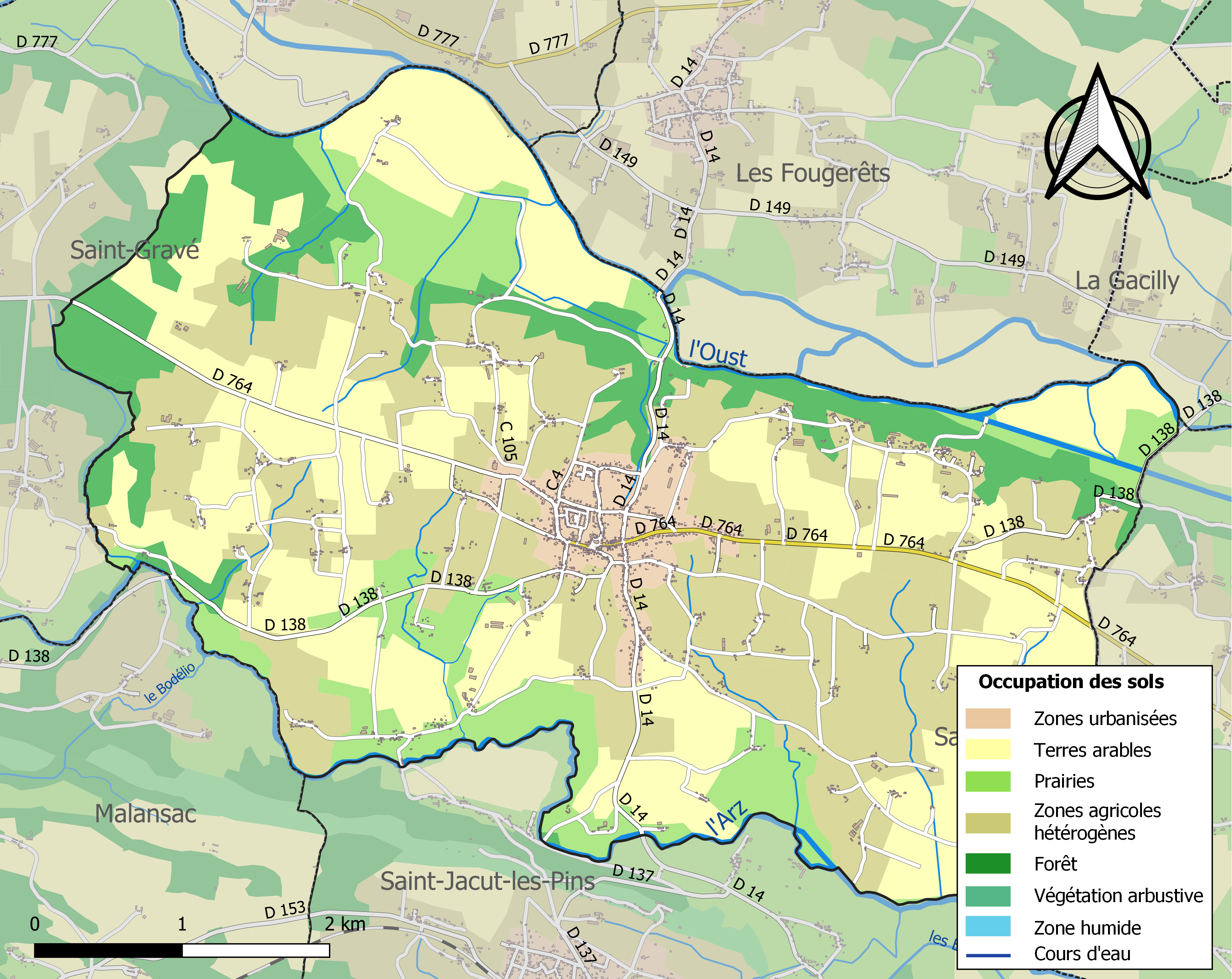
Carte des infrastructures et de l'occupation des sols de la commune en 2018 (CLC).

### Lieux-dits et hameaux

#### Maubran
La construction des bâtiments les plus anciens commence à la fin du XVIe siècle et se poursuit pendant le XVIIe siècle. Au cœur du village s'élève la chapelle Notre-Dame de Liesse.

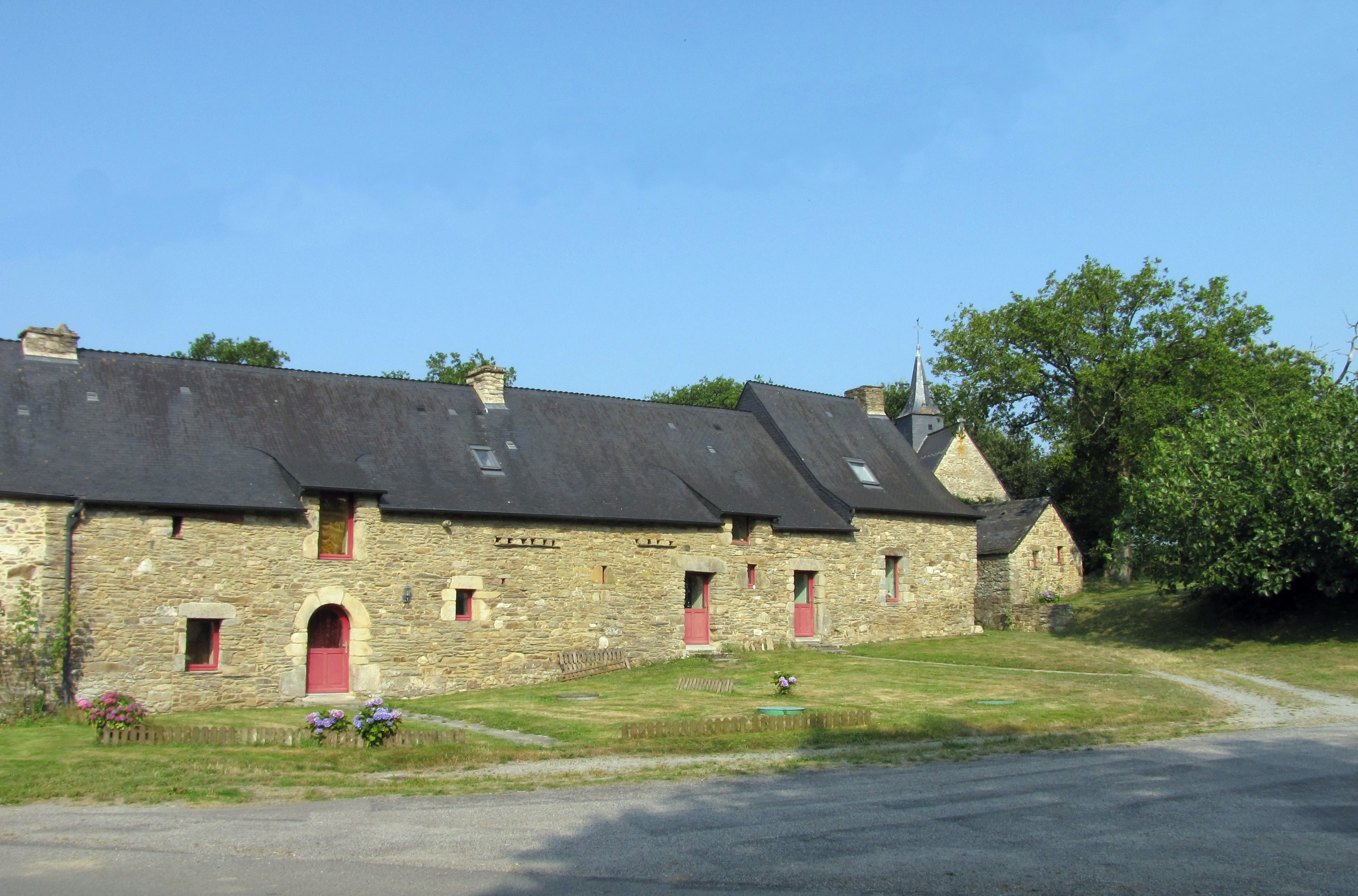
Une longère, habitation en longueur datant de 1646.

## Toponymie

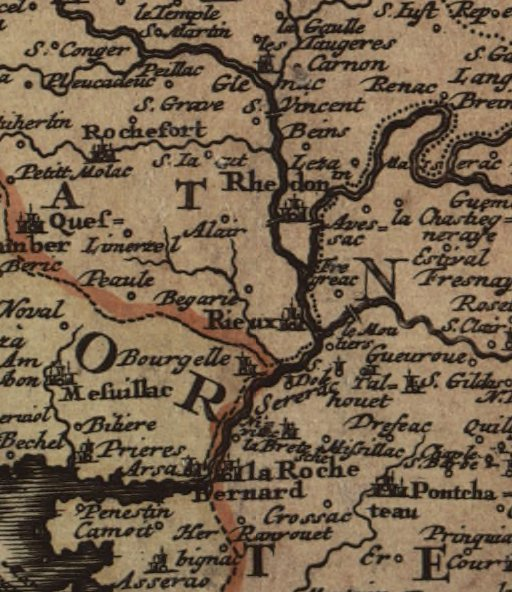
Extrait de la Tabula ducatus britanniae gallis (XVIIe siècle) où l’on peut lire « Peillac » (en haut à gauche).

Le nom de la localité est attesté sous les formes Poliac en 849, Puliac en 850, Poilac en 867, Pellac en 1371, Peillac en 1387, Peilac en 1494.
Le nom de la localité en gallo, la langue régionale locale, est Peya.
En 1944, Théophile Jeusset crée un nom en breton pour la localité : Paolieg-Gwened.La forme bretonne actuelle proposée par l'Office public de la langue bretonne est Paolieg.

## Histoire

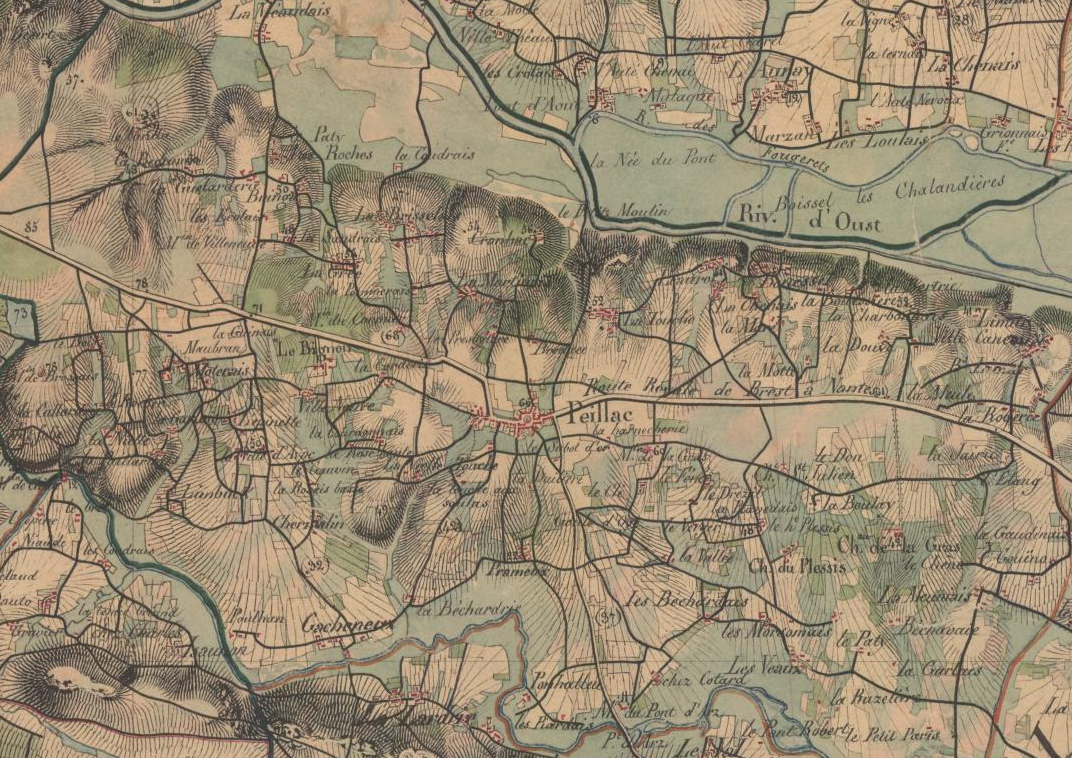
Peillac sur une carte d'État-Major au XIXe siècle.

### De la Préhistoire à l'Antiquité
Des lec'hs marquent les premiers sites d'habitat dans l'ensemble du territoire des Vénètes, notamment dans les clairières ou en hauteur, par exemple dans les Landes de Lanvaux. L'emplacement de Peillac est au nord-est de ce territoire vénète, entre l'Oust et l'Arz. À l'époque gallo-romaine, un ensemble d'habitats gaulois et une villa gallo-romaine forment une petite agglomération. Celle-ci est située à proximité de sources, et surtout entre deux gués sur une voie romaine reliant deux cités.
Saint Sabulin serait ainsi le fondateur de la paroisse de Peillac, vers le Ve siècle[réf. souhaitée].

### Moyen Âge
Peillac connaît comme le reste du territoire une période de paix puis de guerres. La paix est provisoirement rétablie en 939.
Le déplacement des gués entraîne celui des voies de communication. Celles-ci sont utilisées par des pèlerinages.
Site de défense, c'est aussi un lieu de pouvoir judiciaire.

### Époque moderne
En 1532, la Bretagne est rattachée à la France.
Pendant les guerres de Religion de la fin du XVIe siècle, le bourg est incendié. Il est reconstruit avec les pierres du château de Cranhac, ruiné.
À la Révolution française, la paroisse devient une commune, chef-lieu de canton. Elle conserve néanmoins les fonctions agricoles, d'artisanat et de commerce plus que sa fonction administrative.

### LeXXesiècle

#### La Belle Époque
À la suite des manifestations qui ont eu lieu notamment à Carentoir et Quelneuc, le préfet du Morbihan a donné l'ordre de suspendre les inventaires des biens d'église dans les paroisses de La Chapelle-Gaceline, Cournon, Peillac, Les Fougerets, Saint-Martin-sur-Oust, Tréal « où les populations sont dans une surexcitation dont on n'a pas idée. La préfecture était, dit-on, terrifiée ».

## Politique et administration

### Liste des maires
| Période                                  | Période  | Identité                     | Étiquette | Qualité                                     |
| ---------------------------------------- | -------- | ---------------------------- | --------- | ------------------------------------------- |
| 1793                                     | 1793     | Jérôme Caudet                |           |                                             |
| 1794                                     | 1796     | Louis Audige                 |           |                                             |
| 1797                                     | 1798     | Jean Moisan                  |           |                                             |
| 1799                                     | 1808     | Guillemot                    |           |                                             |
| 1808                                     | 1809     | Joseph Denoual               |           |                                             |
| 1809                                     | 1813     | Joseph Roux                  |           |                                             |
| 1813                                     | 1816     | Vaillant                     |           |                                             |
| 1816                                     | 1816     | Pierre Lebel                 |           |                                             |
| 1816                                     | 1821     | Gicqueaux                    |           | Notaire                                     |
| 1821                                     | 1827     | Jean Audige                  |           |                                             |
| 1827                                     | 1830     | Lebel                        |           |                                             |
| 1830                                     | 1832     | Loisel                       |           |                                             |
| 1832                                     | 1838     | Jean-Marie Rivière           |           |                                             |
| 1838                                     | 1848     | Lecadre                      |           |                                             |
| 1848                                     | 1852     | Jean Marie Quiban            |           |                                             |
| 1852                                     | 1856     | Lebre                        |           |                                             |
| 1856                                     | 1860     | Roux                         |           |                                             |
| 1860                                     | 1872     | Jean-Louis Boissel           |           | marchand de bois                            |
| 1872                                     | 1876     | François Jouvence            |           | cultivateur                                 |
| 1876                                     | 1882     | Jean-Louis Boissel           |           | marchand de bois                            |
| 1882                                     | 1884     | Gaston Nicot                 |           | notaire                                     |
| 1884                                     | 1886     | Pierre Jouvence              |           | cultivateur                                 |
| 1886                                     | 1886     | Jean-Louis Boissel           |           | marchand de bois                            |
| 1886                                     | 1894     | Louis Houix                  |           | Menuisier                                   |
| 1895                                     | 1905     | Léonce Marie Octave de Gibon |           | Propriétaire                                |
| 1905                                     | 1908     | Jean-Louis Jouvence          |           | Agriculteur                                 |
| 1908                                     | 1908     | Pierre Hallier               |           | Laboureur                                   |
| 1908                                     | 1919     | Pierre Nael                  |           | Agriculteur                                 |
| 1919                                     | 1921     | Jean-Louis Jouvence          |           | Agriculteur                                 |
| 1921                                     | 1951     | Pierre Hallier               | RPF       | Propriétaire                                |
| 1952                                     | 1971     | Alfred Caudart               |           | Menuisier                                   |
| 1971                                     | 1983     | Louis Bléher                 |           | Médecin                                     |
| 1983                                     | 1989     | Jean Plantard                |           | Instituteur                                 |
| 1989                                     | 2014     | Jean-Bernard Vighetti        | PS        | Conseiller économique et social de Bretagne |
| 2014 Réélu en 2020                       | En cours | Philippe Jégou               | -         | Cadre des finances publiques                |
| Les données manquantes sont à compléter. |          |                              |           |                                             |

## Population et société

### Démographie

#### Évolution démographique
L'évolution du nombre d'habitants est connue à travers les recensements de la population effectués dans la commune depuis 1793. Pour les communes de moins de 10 000 habitants, une enquête de recensement portant sur toute la population est réalisée tous les cinq ans, les populations de référence des années intermédiaires étant quant à elles estimées par interpolation ou extrapolation. Pour la commune, le premier recensement exhaustif entrant dans le cadre du nouveau dispositif a été réalisé en 2007.

En 2022, la commune comptait 1 865 habitants, en évolution de +0,27 % par rapport à 2016 (Morbihan : +3,82 %, France hors Mayotte : +2,11 %).
| 1793  | 1800  | 1806  | 1821  | 1831  | 1836  | 1841  | 1846  | 1851  |
| ----- | ----- | ----- | ----- | ----- | ----- | ----- | ----- | ----- |
| 1 764 | 1 737 | 1 698 | 1 790 | 1 935 | 1 853 | 1 916 | 2 006 | 1 963 |

| 1856  | 1861  | 1866  | 1872  | 1876  | 1881  | 1886  | 1891  | 1896  |
| ----- | ----- | ----- | ----- | ----- | ----- | ----- | ----- | ----- |
| 1 898 | 1 903 | 1 952 | 1 856 | 1 965 | 1 980 | 1 998 | 1 996 | 2 007 |

| 1901  | 1906  | 1911  | 1921  | 1926  | 1931  | 1936  | 1946  | 1954  |
| ----- | ----- | ----- | ----- | ----- | ----- | ----- | ----- | ----- |
| 2 044 | 2 002 | 2 047 | 1 859 | 1 849 | 1 763 | 1 756 | 1 754 | 1 662 |

| 1962  | 1968  | 1975  | 1982  | 1990  | 1999  | 2006  | 2007  | 2012  |
| ----- | ----- | ----- | ----- | ----- | ----- | ----- | ----- | ----- |
| 1 599 | 1 536 | 1 620 | 1 736 | 1 694 | 1 649 | 1 791 | 1 812 | 1 859 |

| 2017  | 2022  | - | - | - | - | - | - | - |
| ----- | ----- | - | - | - | - | - | - | - |
| 1 858 | 1 865 | - | - | - | - | - | - | - |

### Enseignement
Les écoles sont situées dans l'académie de Rennes, elles suivent le calendrier scolaire de la zone B.

#### Enseignement primaire

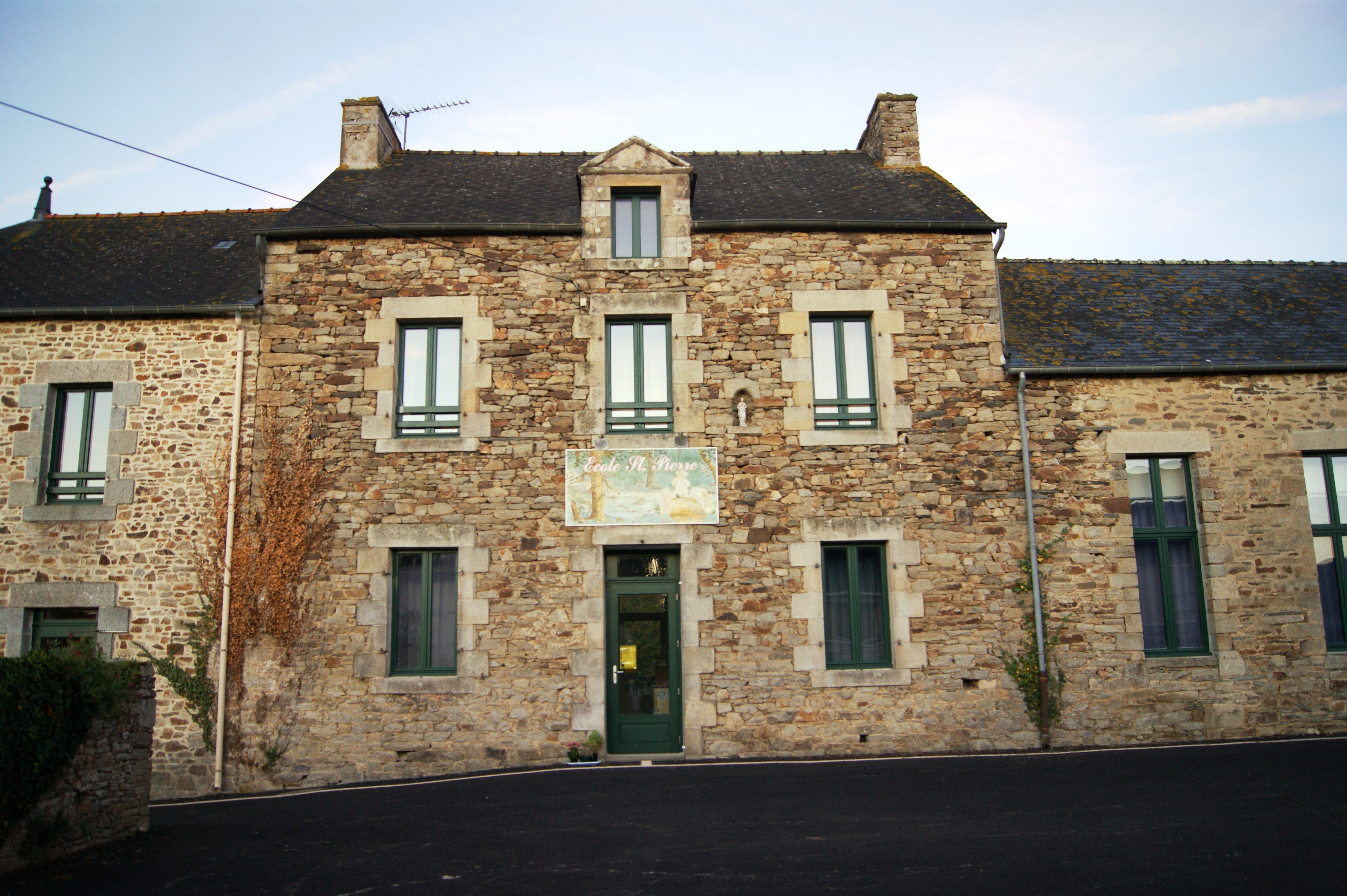
École Saint-Pierre

- École primaire publique la Marelle, située Rue de la Cité des Fleurs

À la rentrée de septembre 2017, l'école primaire La Marelle accueille 112 élèves de classes maternelles et élémentaires, répartis en cinq classes.
- École primaire privée Saint Pierre, située 13 rue du Stade

Elle accueille 106 élèves de classes maternelles et élémentaires.

#### Enseignement secondaire
Les collégiens dépendent du collège de Malansac et les lycéens sont rattachés au lycée Marcelin Berthelot de Questembert.

### Cultes

#### Culte catholique
- Église Saint-Sabulin

#### Culte protestant
- La commune est rattachée au secteur Vannes-Morbihan-est, de l'Église protestante unie de France. Les cultes hebdomadaires et cérémonies religieuses ont lieu au temple de Vannes[35].

### Médias

#### Presse écrite
La presse écrite quotidienne régionale est représentée par Le Télégramme, qui propose des pages locales dédiées à Vannes et au Morbihan et Ouest-France qui dédie une page à Peillac.

#### Télévisions
- France 3 Bretagne est présente sur Vannes et propose des éditions du 12/13 et du 19/20 en langue bretonne. Elle est diffusée sur Vannes et tout le Morbihan grâce à la tour hertzienne TDF du Moustoir-Ac.
- Enfin, la chaîne de télévision locale TébéSud (anciennement Ty Télé) diffuse des émissions sur le Morbihan et un décrochage d'une heure par jour permet de s'informer de la vie locale du bassin vannetais et du reste du département. Elle est basée à Lorient.

### Activités sportives et culturelles

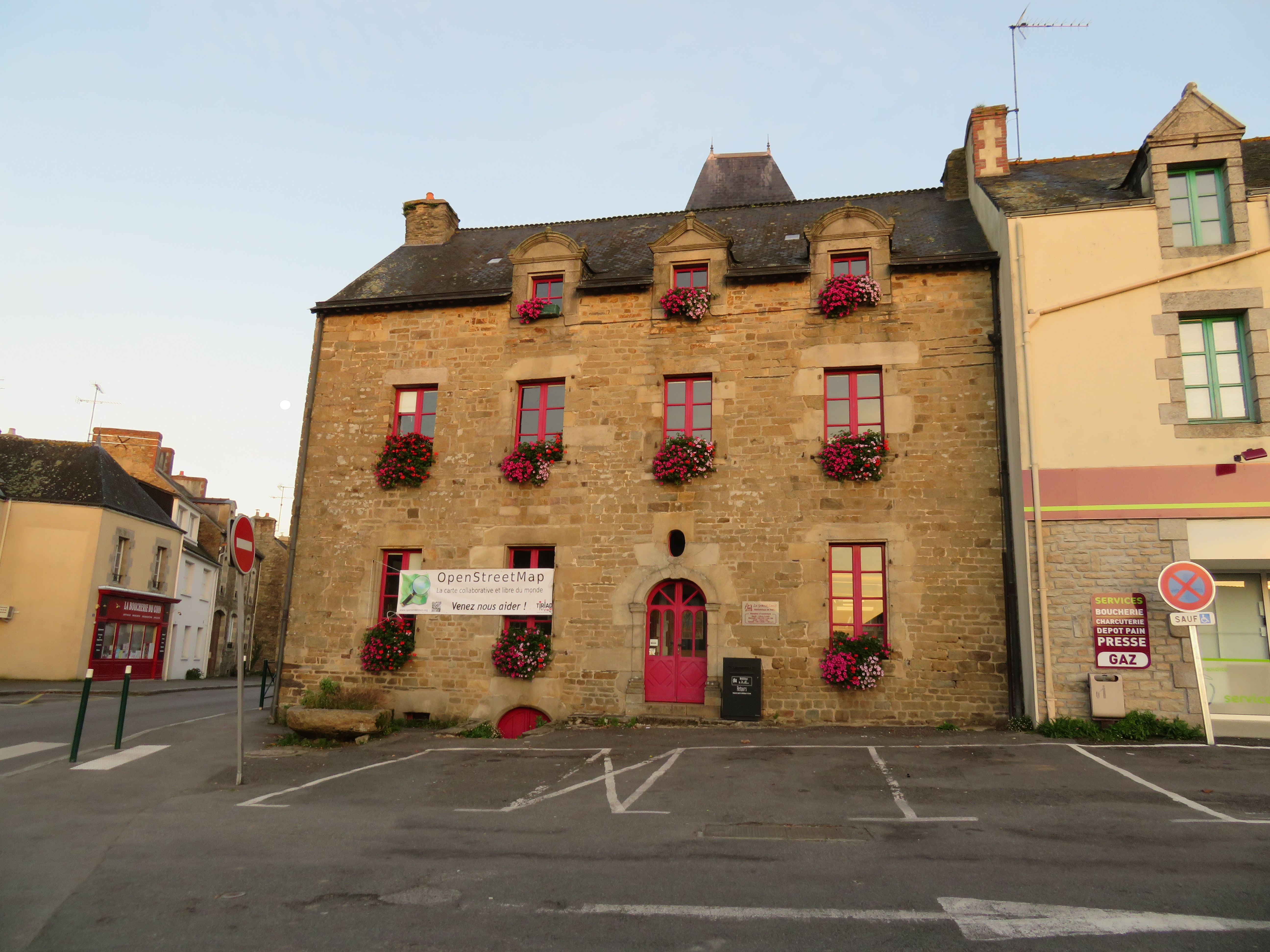
Façade de la médiathèque Le Grand Logis

- Médiathèque Le Grand Logis est créée en 1995 dans un bâtiment, datant du XVIIe siècle. Son nom provient du fait que ce bâtiment était la maison du Sénéchal, siège administratif de la famille des Rohan[38].
- Pendant plus de 140 ans, la médiathèque actuelle a été pour la population Peillaçoise : la maison des religieux ou maison des sœurs
- François Nael, recteur de la paroisse de Peillac (1772-1848) achète en 1836 aux demoiselles Hervieu, la maison le Gand-Logis pour y installer les sœurs de Saint Jacut dans le but d’y créer une école de filles[39].
- Tir à l'arc :  les Archers de Cranhac
- Basket : les clubs de la Jeanne d'Arc de Peillac et l'entente de l'Oust de Les Fougerêts ont fusionné de matière équitable.
- Football : le club de la Jeanne d'Arc Peillac, fondé en 1941 et dont les matchs se déroulent au stade du Cormier.

#### Équipements collectifs
- Piscine

### Vie associative
La commune accueille des associations. 

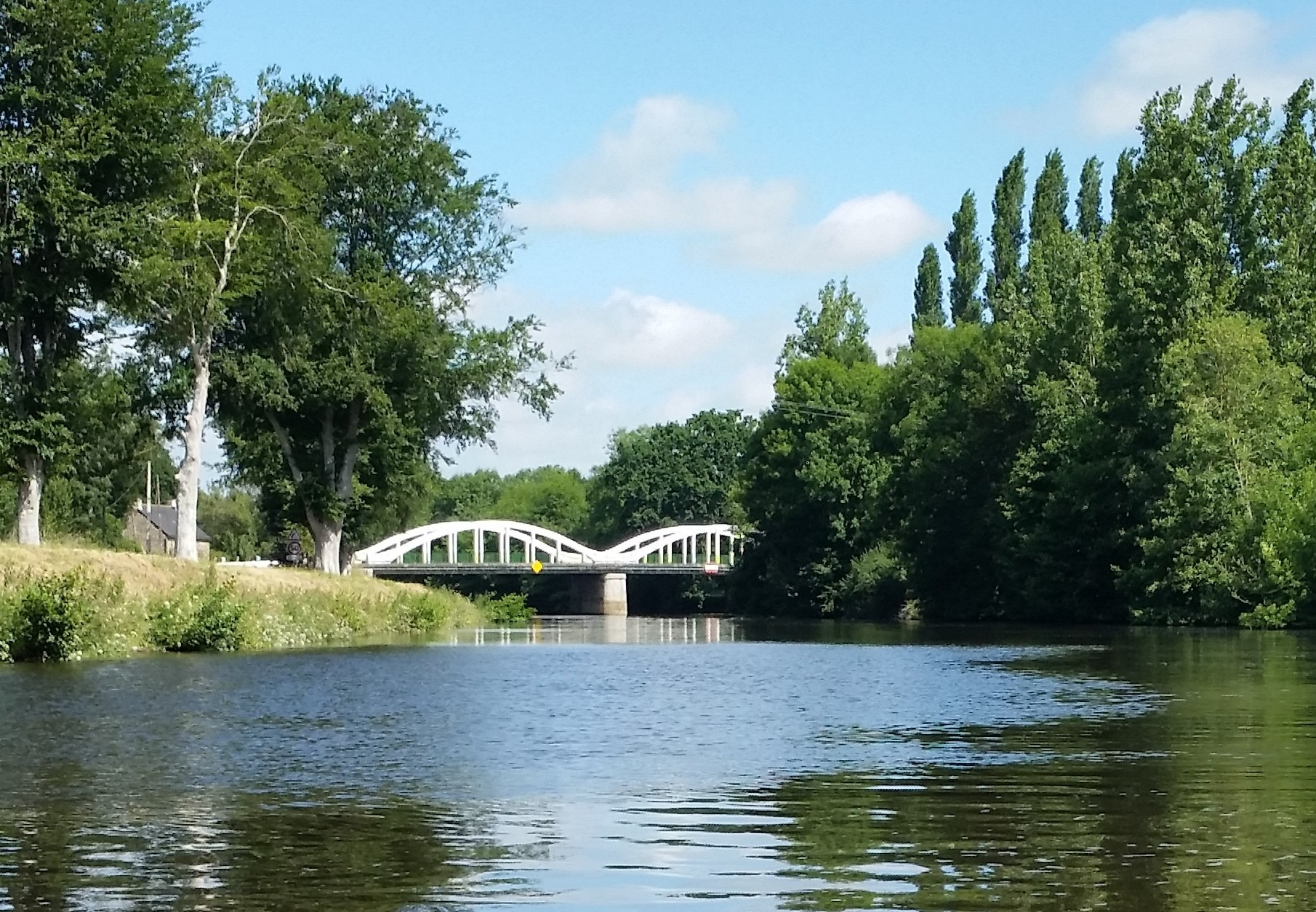
La rivière au pont à Peillac.

- Dans le secteur des animations, la ferme des Écotais organise des ateliers dans le pays de Redon à destination des jeunes, comme des ateliers relatifs au numérique et à la robotique[40] ainsi que des ateliers tout public, notamment des ateliers de taille et de greffage[41].
- Sur le cours principal de l’Oust l’Association Agrée pour la Pêche et la Protection du Milieu Aquatique Pêches Loisirs de l’Oust a créé un parcours de pêche labellisé au niveau national, avec cinq postes de pêches dont un pour les personnes à mobilité réduite. L’Oust à cet endroit est une succession de zones de pêches diversifiée dont celle de certains poissons migrateurs (alose, lamproie, anguille)[42],[43].
- Le Yoling Club de Peillac[44], créé en 2007, développe la navigation en yoles de Ness et favorise la sauvegarde et l'animation du patrimoine maritime et fluvial.

## Économie

### Tissu économique

#### Industrie et artisanat

Artisans d'art de Peillac
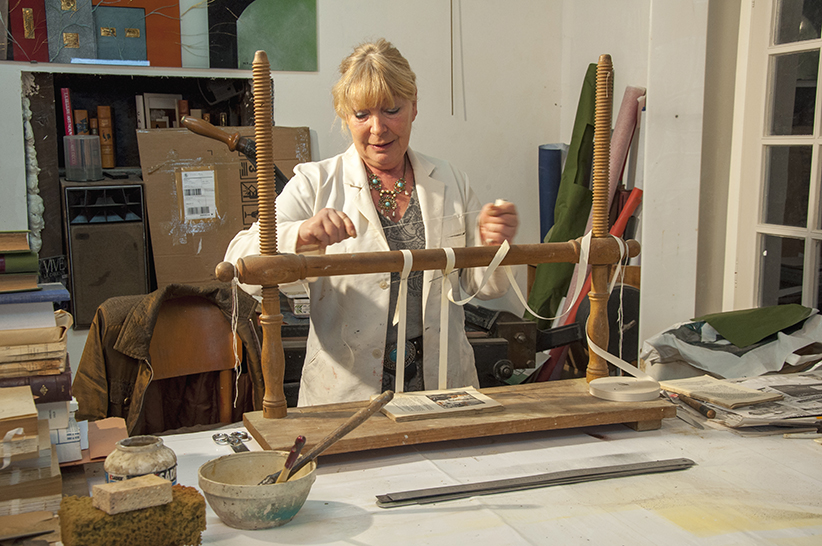
M.C. Rouet, relieur d'art
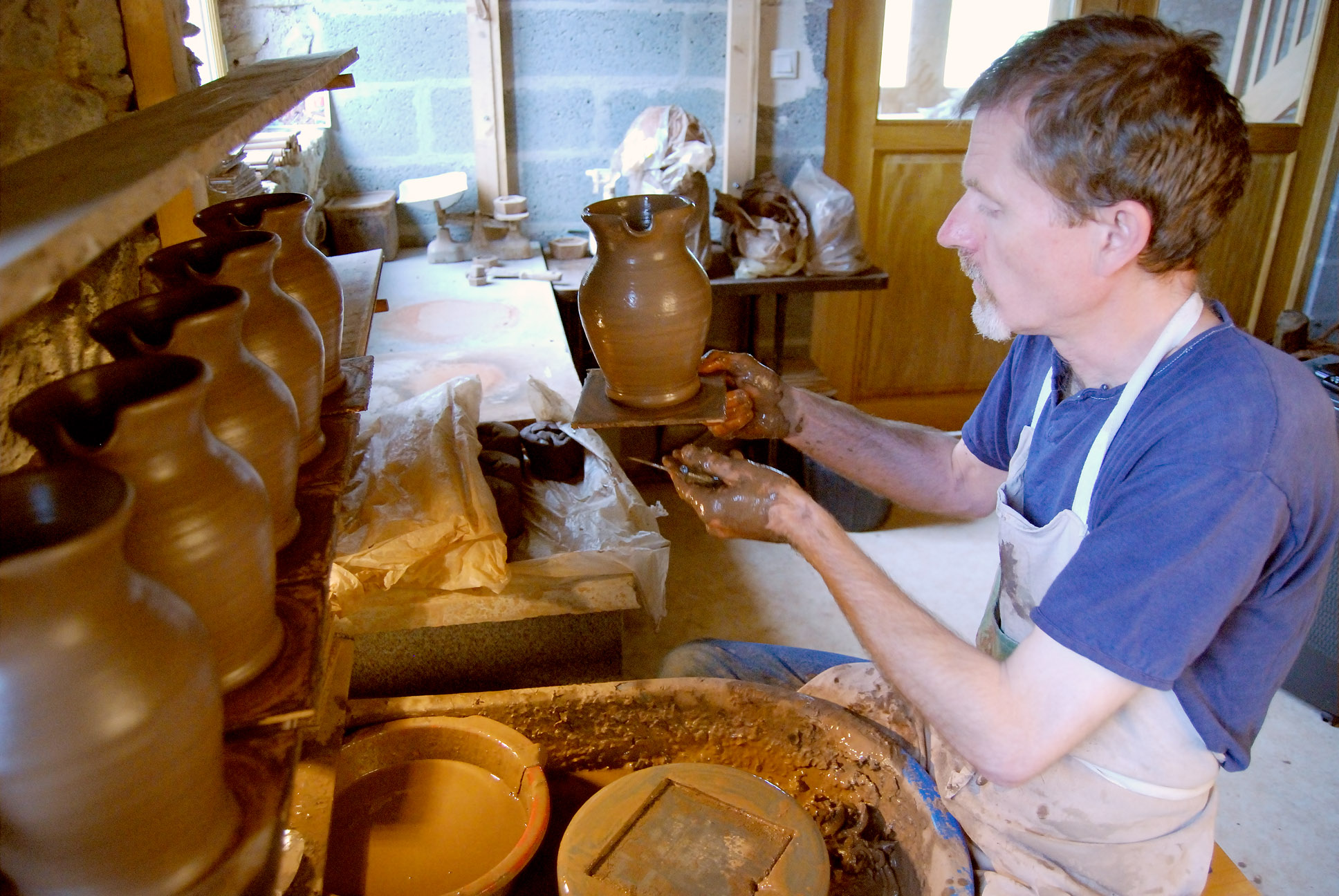
Sean Miller, artisan potier
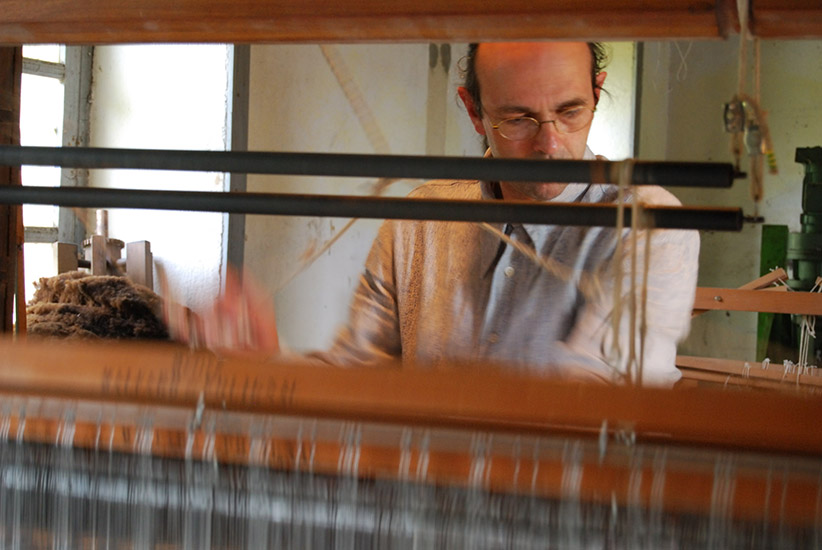
Bruno Lesteven, tisserand
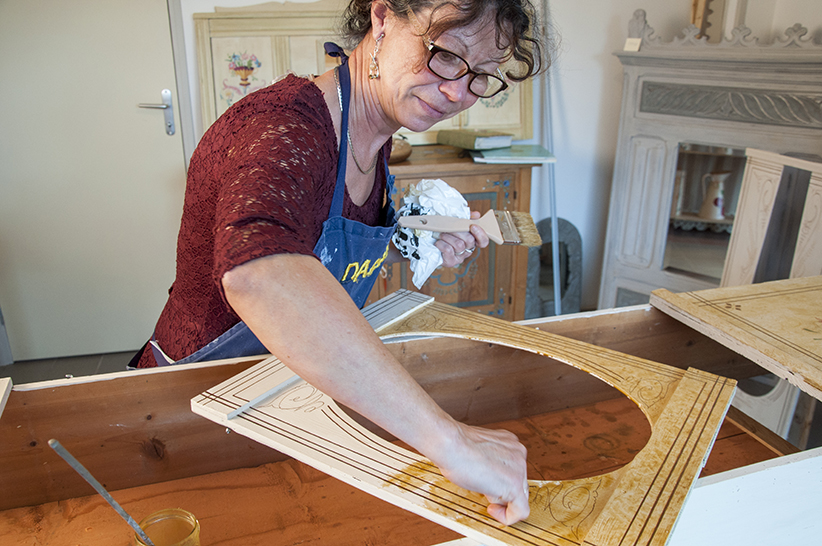
Catherine Gerbeaux, décoratrice
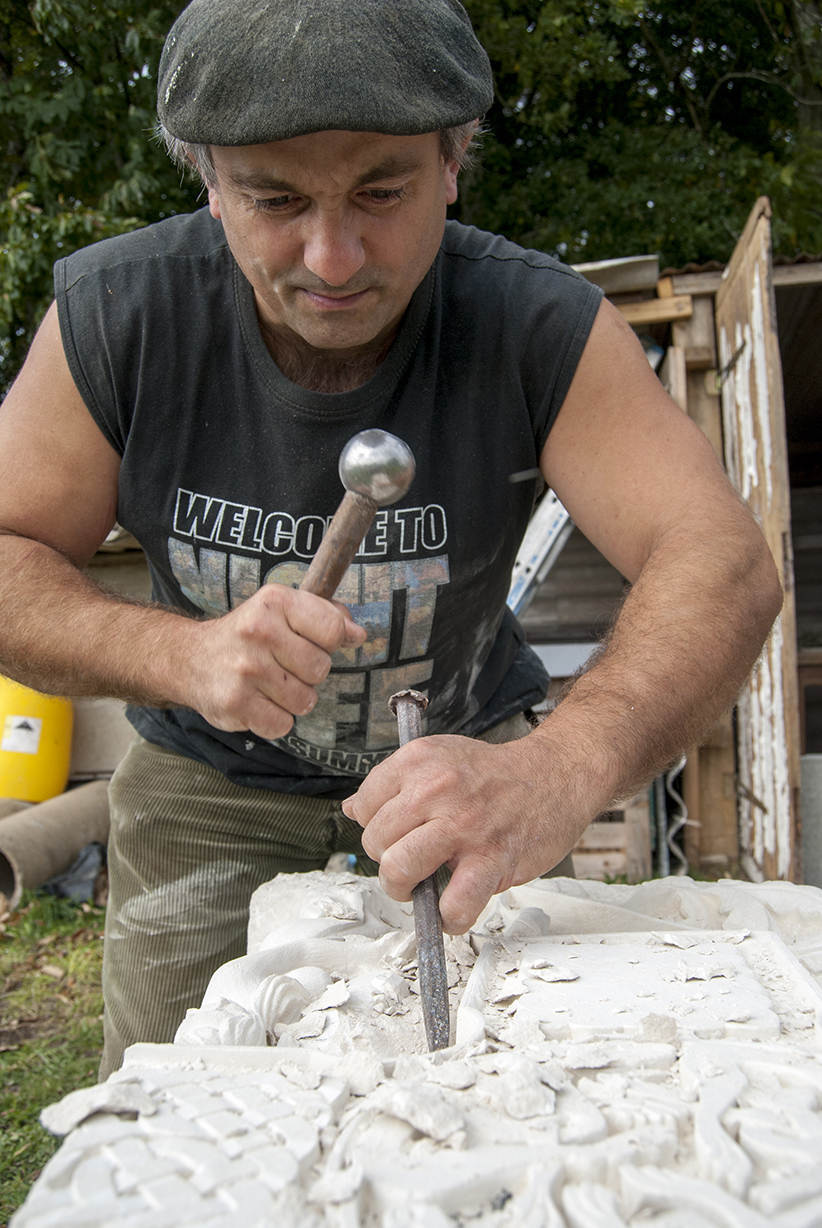
Eric Moine, tailleur de pierre
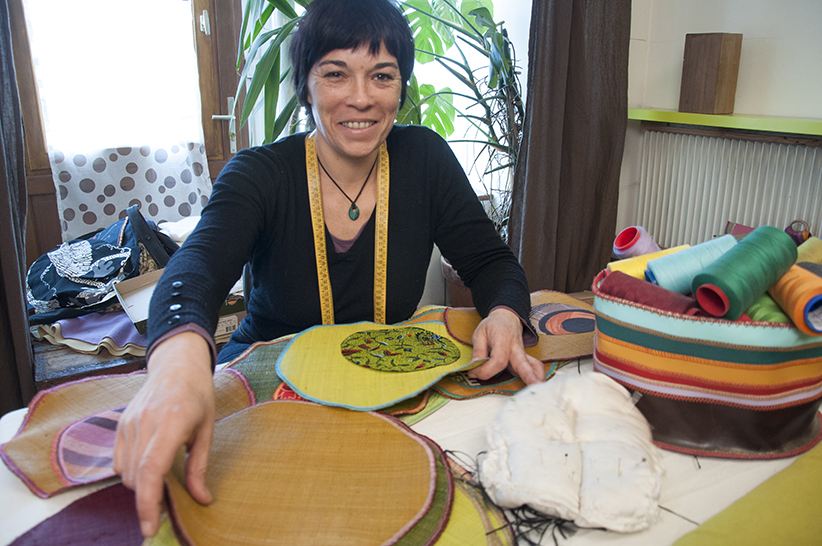
Nicole Charpentier, artiste textile

#### Activités de service
- Camping municipal du Pont de l'Oust

## Culture et patrimoine

### Patrimoine  bâti

#### Église Saint-Sabulin
Elle est aussi connue comme église Saint-Pierre.
- Une statue polychrome dite de saint Sabulin ou saint Aubin, datant du XVIe siècle, propriété de la commune, classée le 19 mai 1985[45] ;
- Deux vantaux en bois peint, de la porte dite de la Balay, du XVIIIe siècle[46] ;
- Une statue dite de la Vierge à l'Enfant ;
- Deux retables, 4e quart du XIXe siècle ;
- Des confessionnaux, 4e quart du XIXe siècle ;
- Des lambris de revêtement (boiseries du chœur), attribués au menuisier Le Brun, 4e quart du XIXe siècle ;
- Deux statues de Saint Vincent Ferrier et de Saint Louis, XIXe siècle ;
- Un retable du maître-autel et deux statues de Saint Pierre et Saint François de Sales 3e quart du XVIIIe siècle.

#### Chapelle Notre-Dame de Liesse
Notre-Dame de Liesse est une chapelle située dans le village de Maubran, à l'est du bourg de Peillac. Elle est reconstruite sur un édifice antérieur à la fin du XVIe siècle (en 1586 par Jan Jouan selon le linteau de la porte d'entrée latérale sud). Sa voûte est consolidée en 1691 par Julien Méaude et son clocher est du XVIIIe siècle.

#### Mobilier intérieur
Elle abrite cinq objets mobiliers inscrits au titre des monuments historiques :
- un autel avec peinture polychrome du XVIIIe siècle, représentant Notre-Dame-de-Liesse au milieu d'un décor de fleurs, ainsi que diverses statues, des stalles. Il a été inscrit le 25 mai 1989[49] ;
- une statue de Vierge à l'enfant en bois polychrome du XVIe siècle, inscrite le 24 juin 1984 ;
- un autel en bois polychrome du XIXe siècle, inscrit le 22 février 1991[50] ;
- un gradin tabernacle et baldaquin en bois doré du milieu du XVIIIe siècle, inscrit le 22 février 1991[51] ;
- une croix d'autel en bois polychrome du XVIIIe siècle, inscrite le 22 février 1991[52].

Cet espace accueille parfois des expositions. Des offices y sont célébrés chaque année au moment des rogations.

Notre-Dame de Liesse
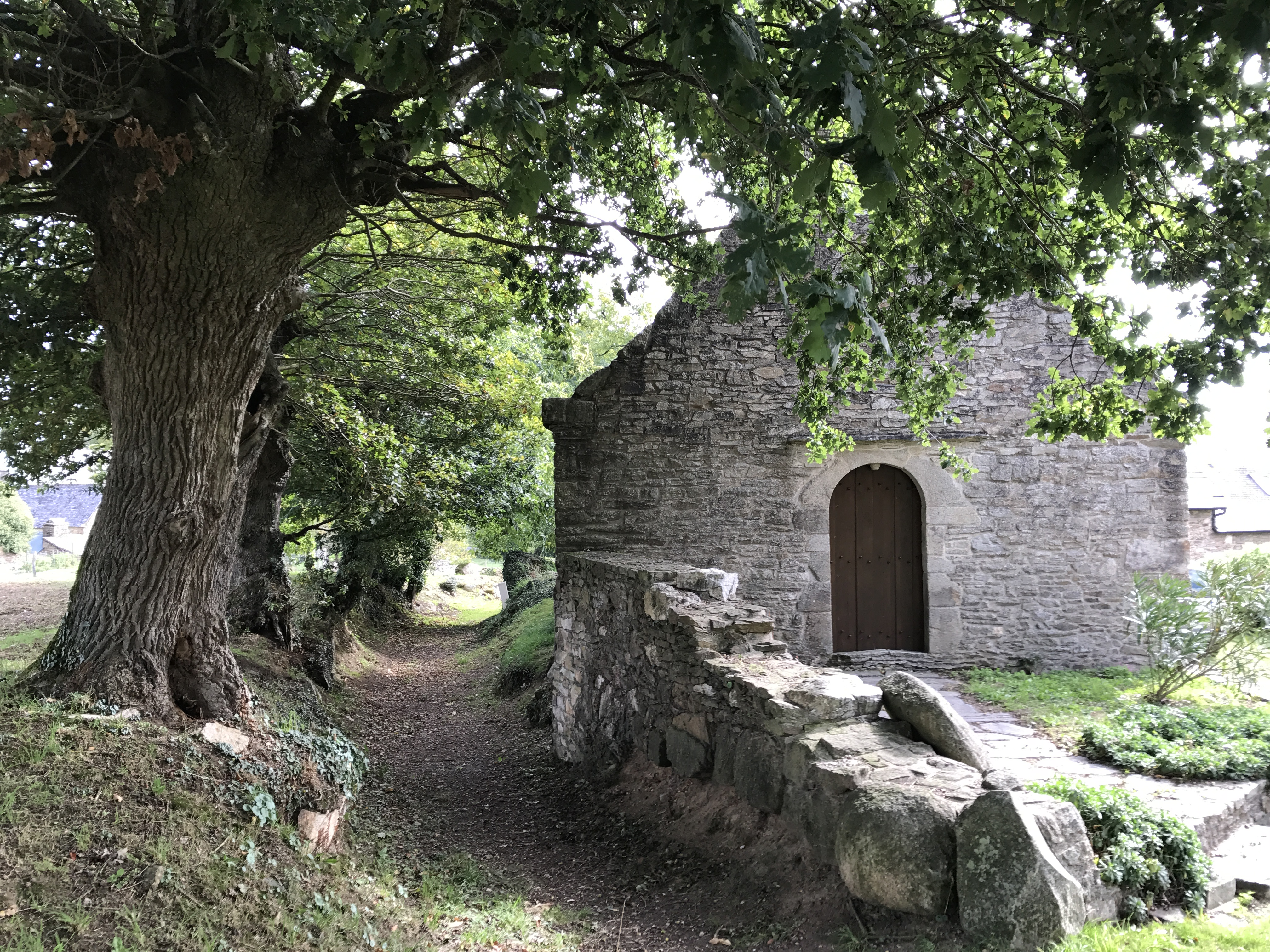
Façade ouest de la chapelle Notre-Dame de Liesse.
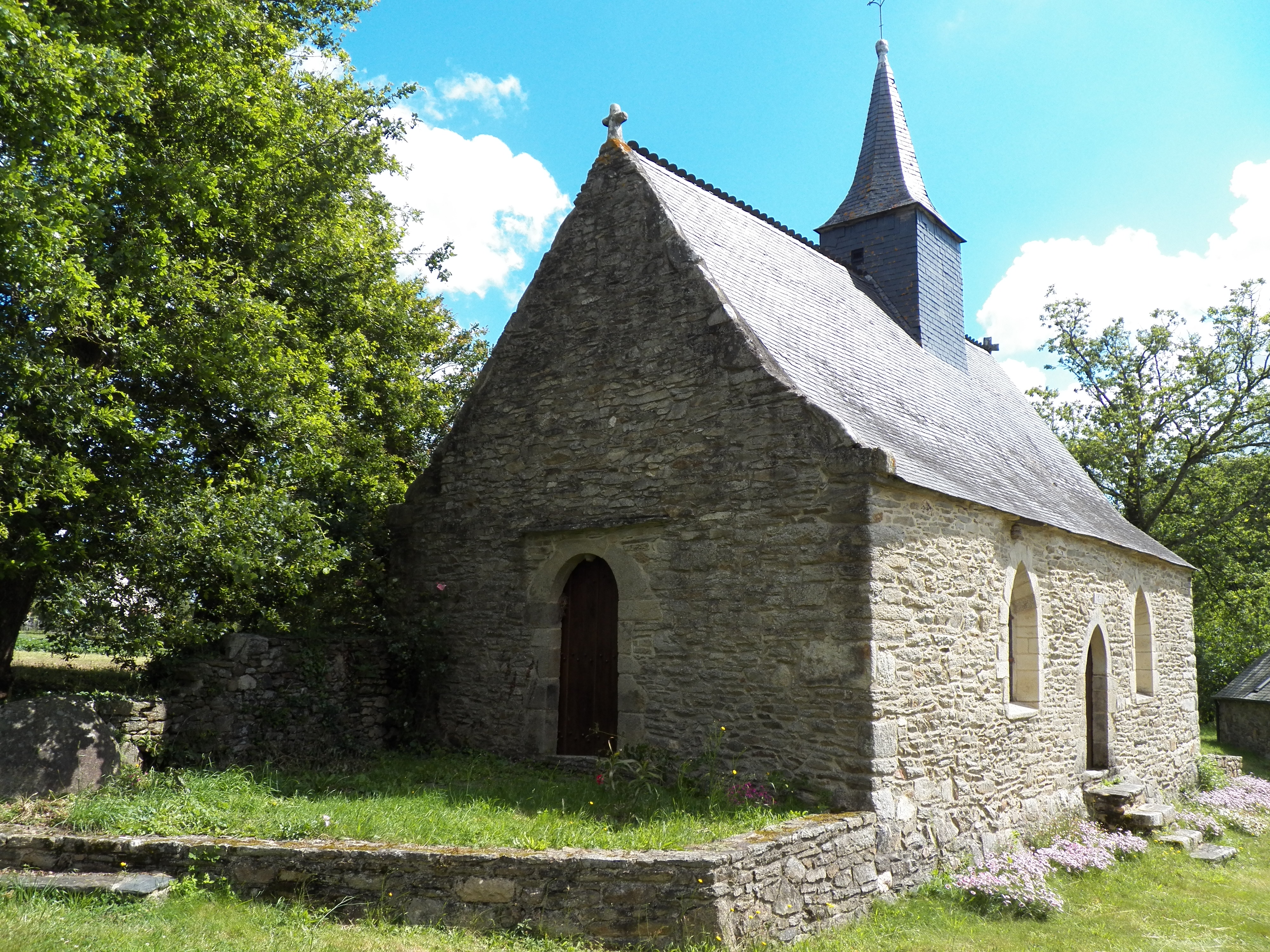
Vue sud-ouest.
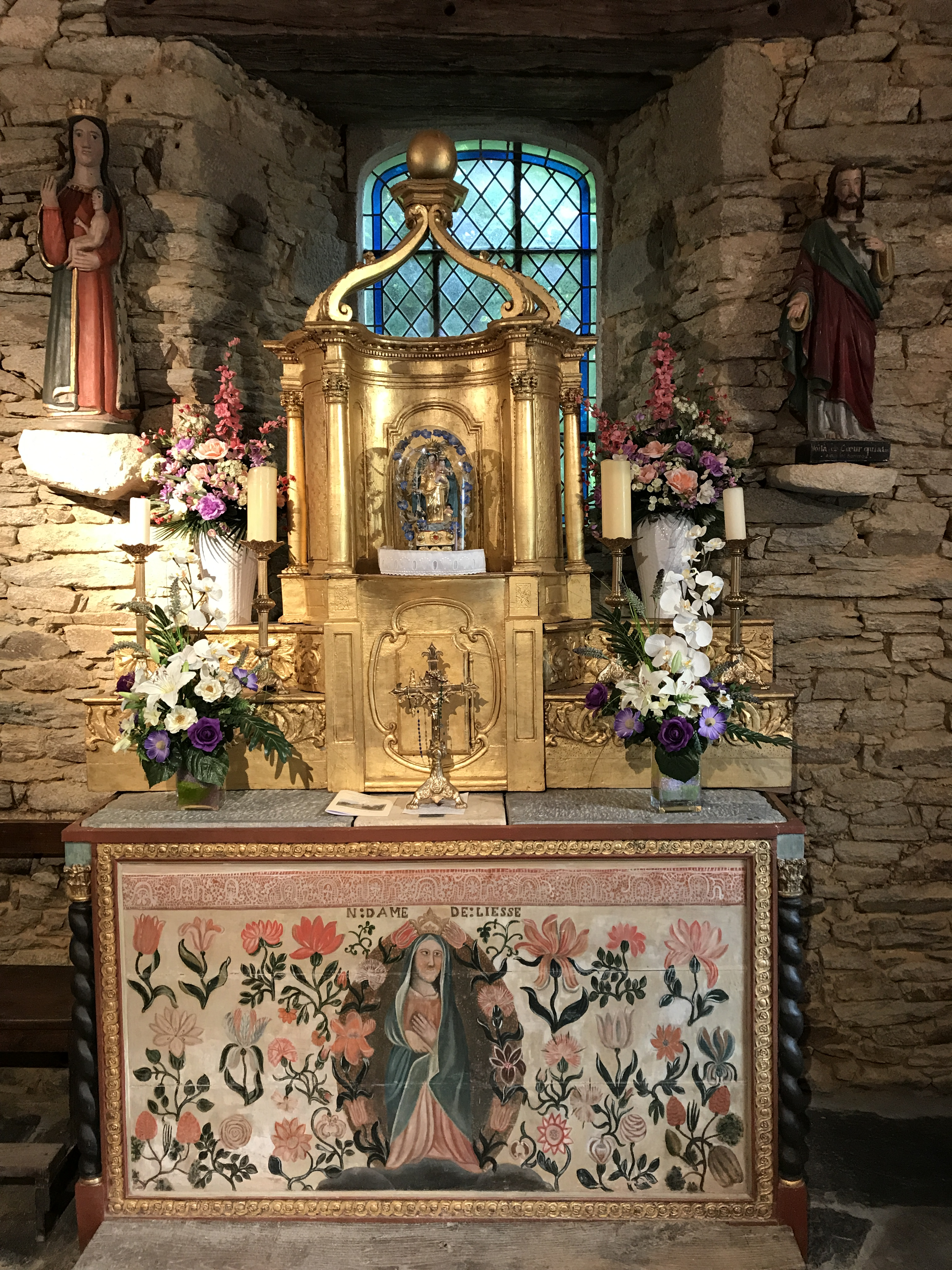
Autel du XVIIIe siècle.
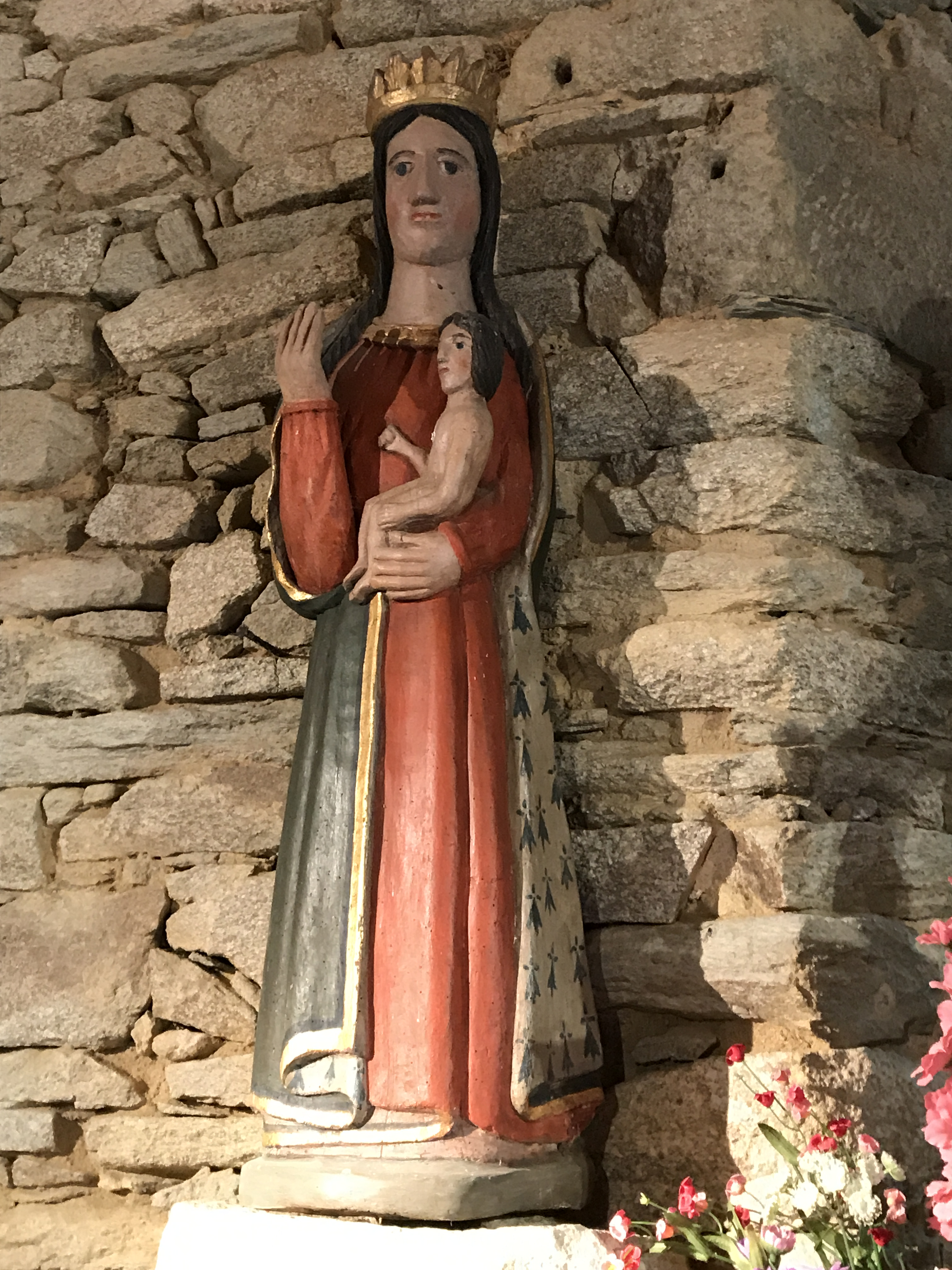
Statue de Notre-Dame de Liesse.
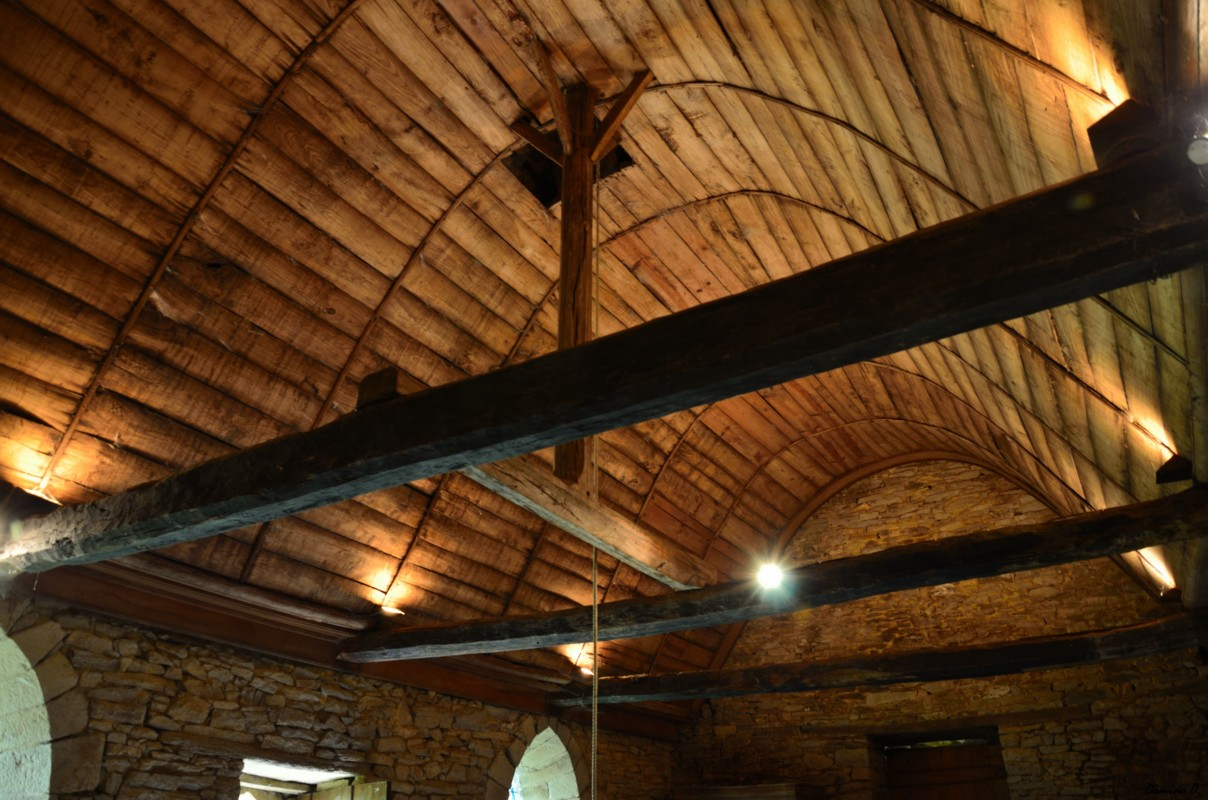
Voûte en planches de châtaignier.

#### Autres bâtiments remarquables

##### Bâtiments inventoriés

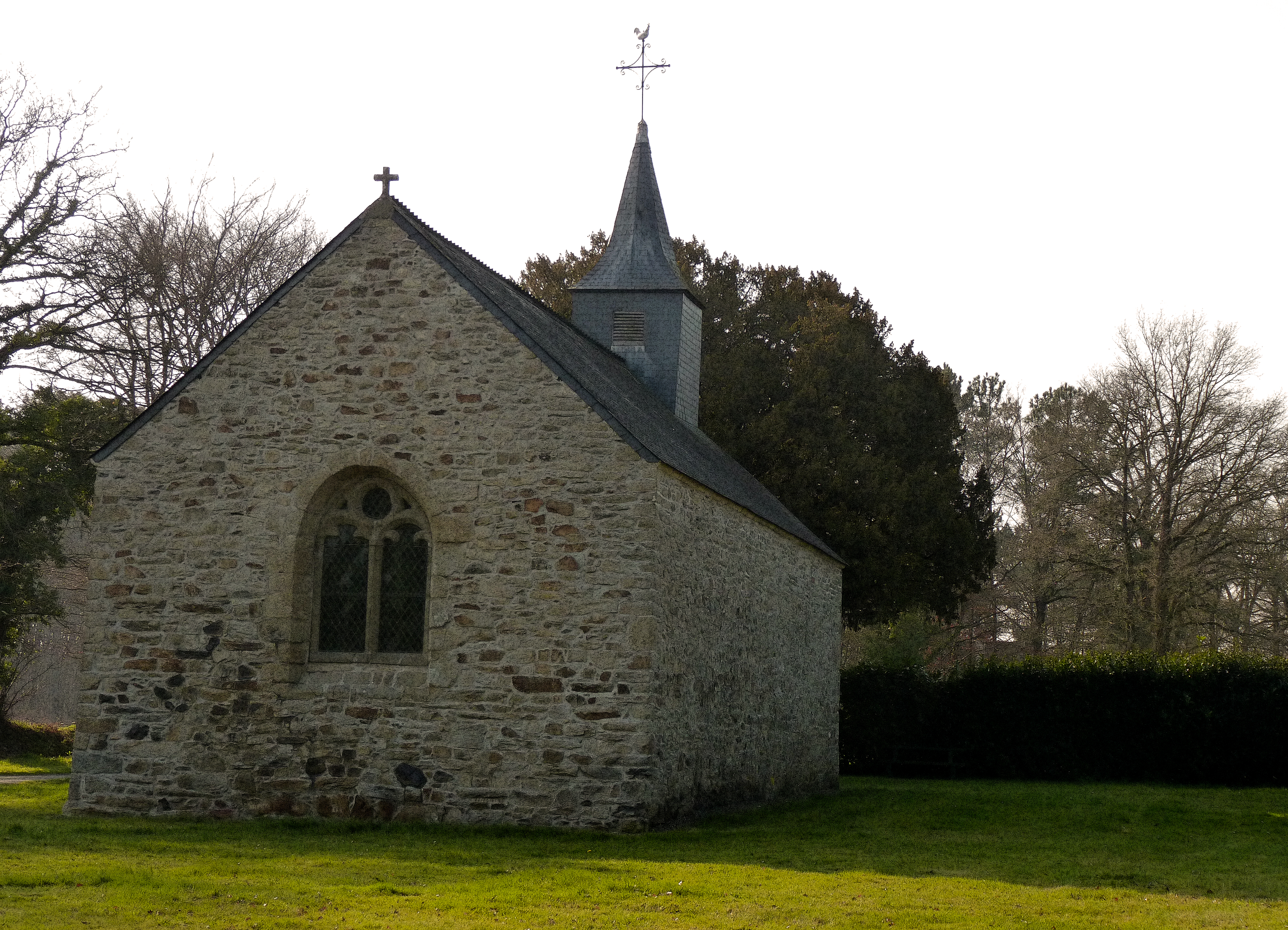
Chapelle Saint Julien

- Chapelle Saint Julien, appelée aussi chapelle des Landes : elle est située sur la rue du Bois du Plessis et date du XVIIIe siècle.
- Château du Bignon, construit en 1602[53],[54].
- Écluse de garde de Limur, la vingtième du canal de Nantes à Brest[55] et sa maison éclusière[56] construite entre 1838 et 1841.

##### Autres bâtiments
- Le lavoir de Maubran, situé au milieu du village et entouré de trois fontaines dont l'une est appelée Fontaine de Notre Dame de Liesse.
- Les ruines du château de Cranhac ( Site classé (1908))

Monuments
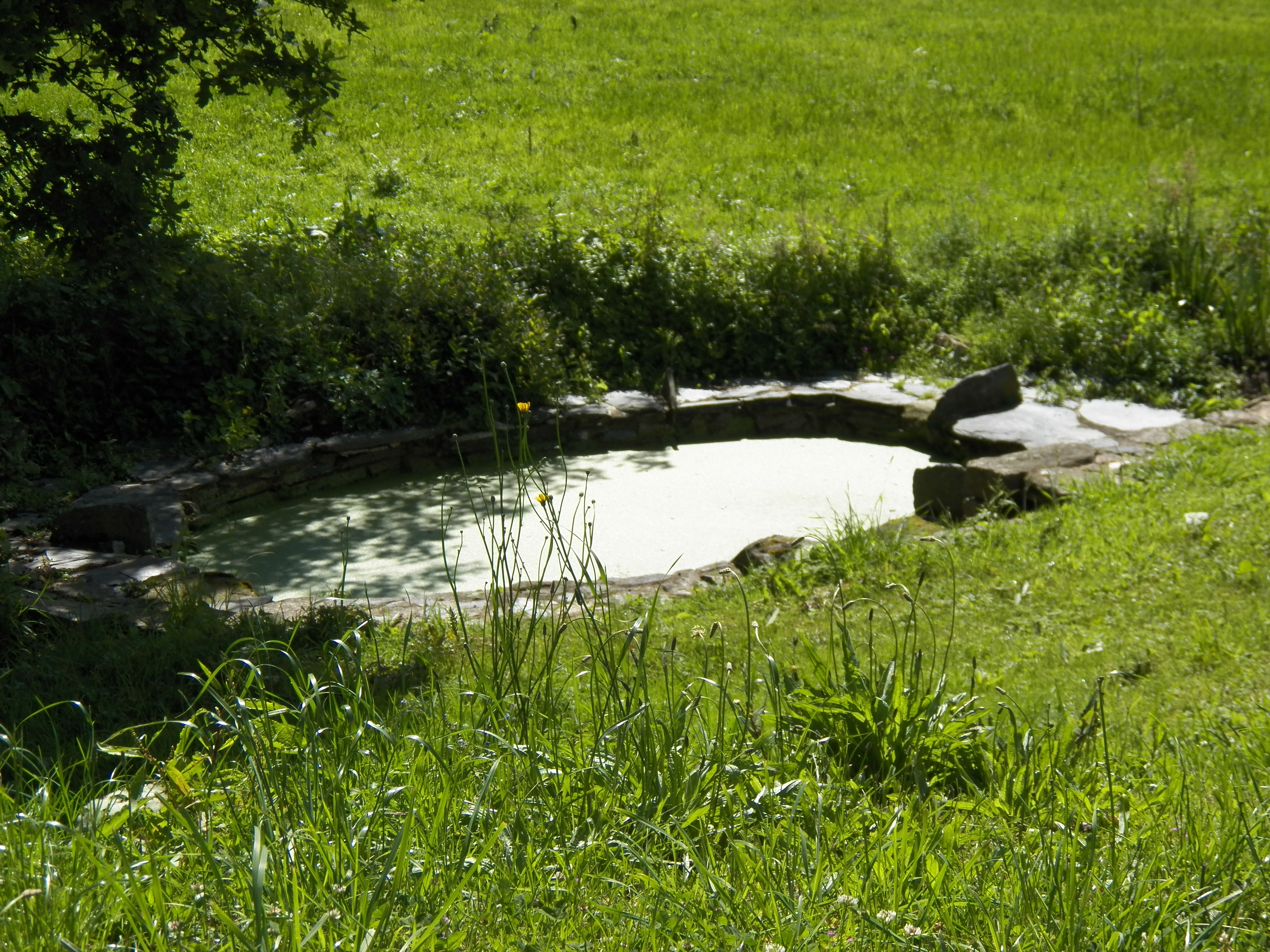
Lavoir de Maubran (2012).
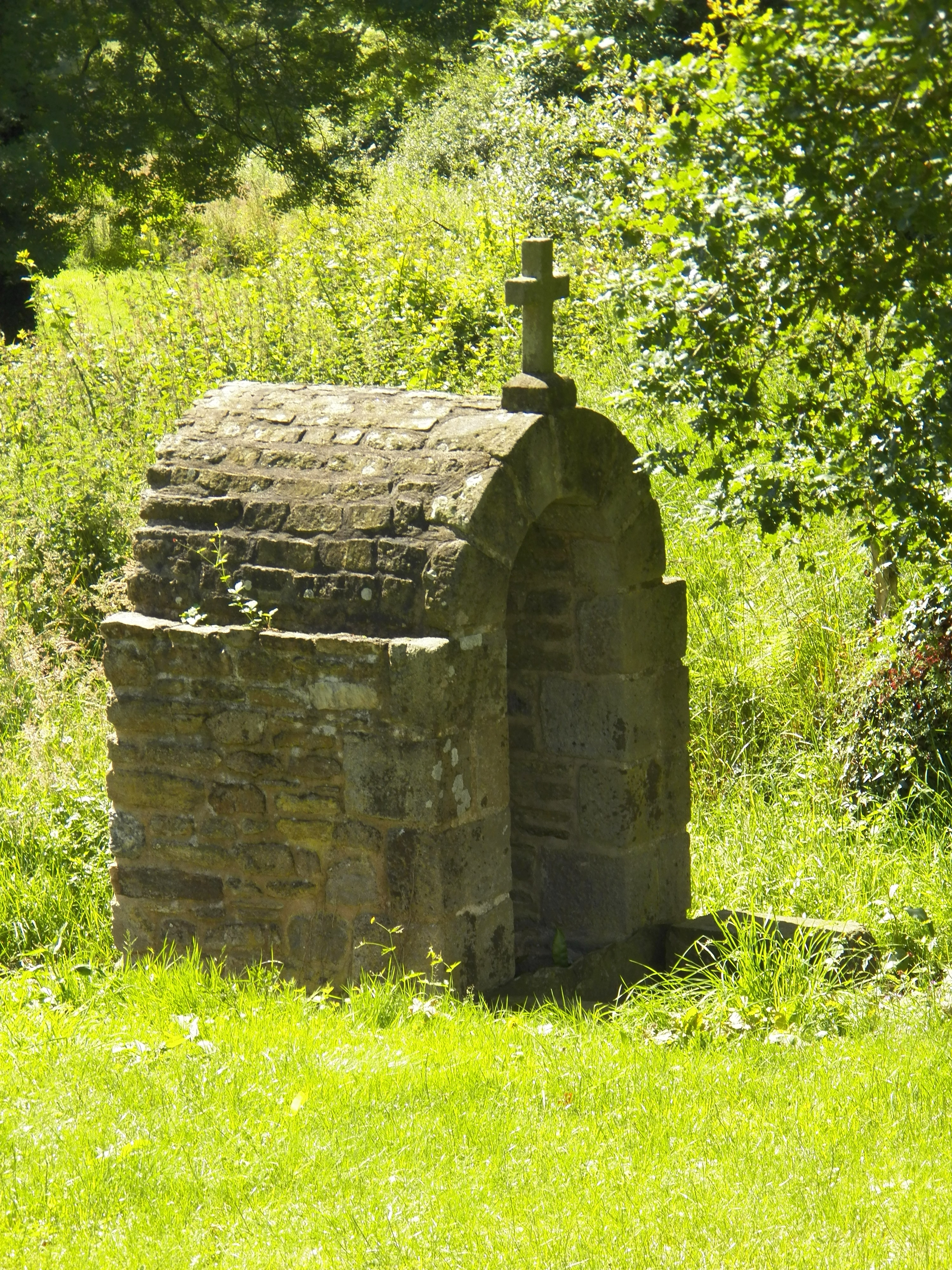
Fontaine de Notre Dame de Liesse
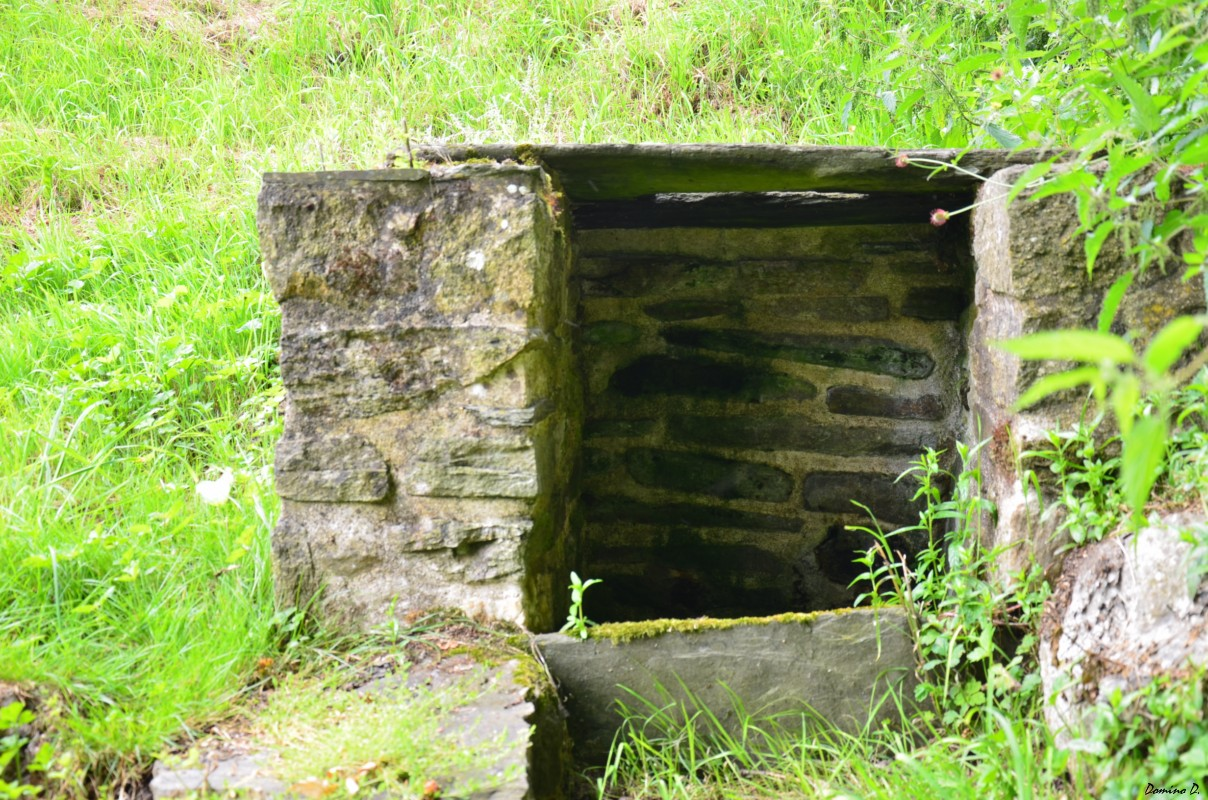
Fontaine des communs

### Culture populaire
La fête des fruits de l'automne se déroule chaque année le troisième week-end du mois d'octobre.

### Costume traditionnel
Le costume traditionnel des femmes de Peillac est composé de différents éléments : 
- la coiffe, relativement plate, aux ailes repliées sur le dessus, est posée sur un bonnet de tulle ou au crochet, lui-même posé sur les cheveux réunis en chignon ;
- la taille aux manches amples est boutonnée sur le côté ; elle peut être recouverte de la guimpe, une pièce noire ou blanche en dentelle, et constitue le haut du costume ;
- le tablier recouvre une jupe ample nommée cotillon ; il peut être noir ou coloré, et indique le statut de sa porteuse : en étoffe simple et avec des poches pour les costumes plus modestes ; en velours ajouré ou brodé pour les personnes plus aisées[58].

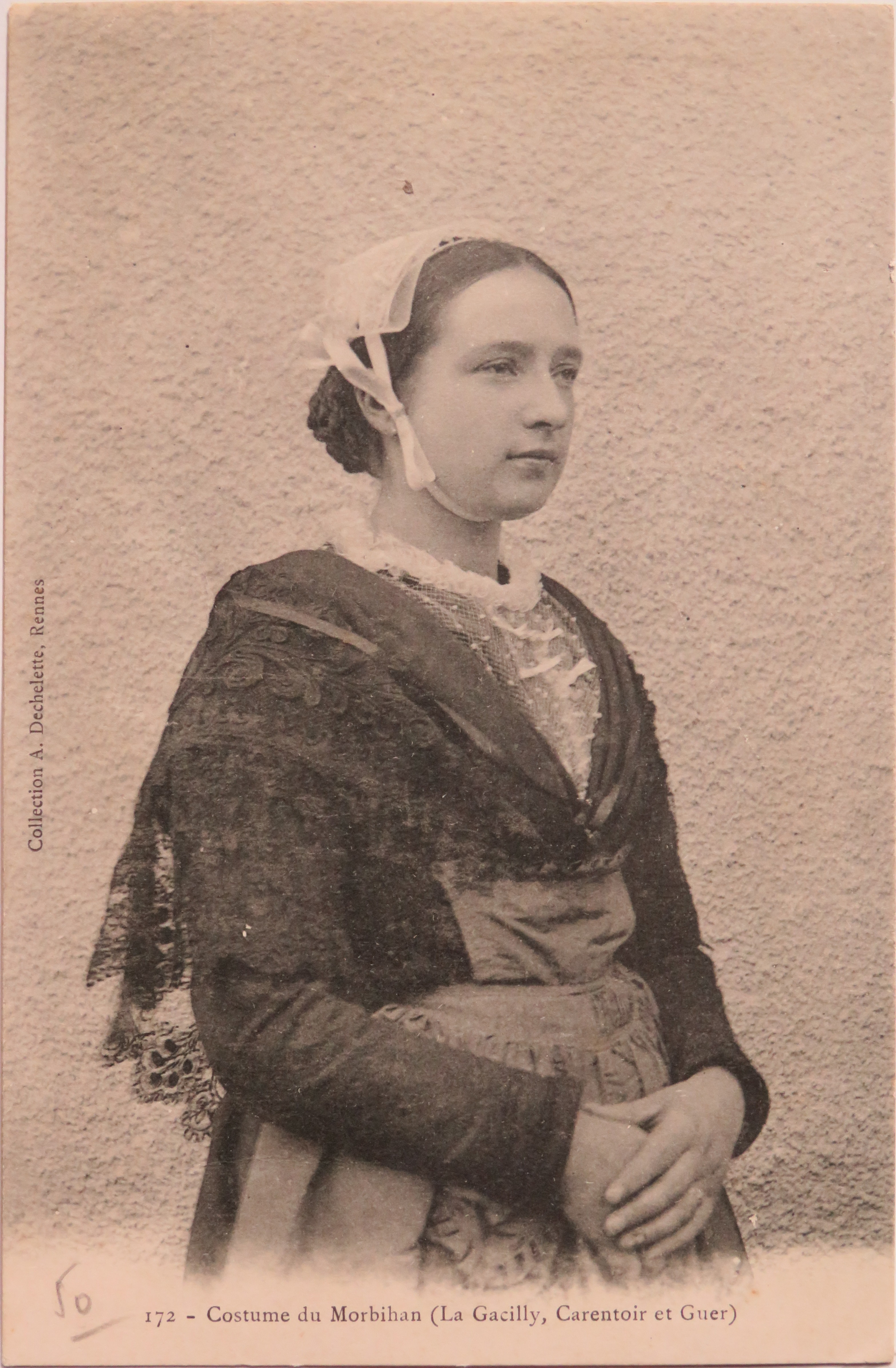
Carte postale représentant un costume de la région de La Gacilly, à proximité de Peillac (autour de 1900).

### Langues régionales
La commune est engagée depuis 2023 dans la promotion du gallo à travers la signature de la charte « du Galo, dam Yan, Dam Vèr ! ». L'unique école publique de la commune accueille une filière bilingue breton-français.

### Héraldique
|  | Les armoiries de Peillac se blasonnent ainsi : D’argent à trois merlettes de sable |

Les armoiries  de la famille de la Landelle du château de la Grae en  Peillac étaient similaires, elles avaient un « au franc canton de même » en plus.

## Personnalités liées à la commune
- François-Marie Trégaro (1824-1897) , évêque de Sées (Orne) et aumônier de l'armée des Indes, né à Peillac[61] ;
- Marcel Callo (1921-1945), militant de la JOC, mort en camp de concentration, béatifié en 1987, un de ses parents était Peillacois ;
- Jean Prouff, joueur et entraîneur du Stade rennais, est né et a vécu à Peillac dans sa jeunesse ;
- Jacques Francini (1926-2012), clown « Auguste » de La Piste aux étoiles, a choisi Peillac pour sa retraite ;
- Patrice Martin, multiple champion du monde de ski nautique, a des attaches familiales à Peillac ;
- Yann Sohier, instituteur, militant de la langue bretonne et père de l'historienne Mona Ozouf, y a habité plusieurs années ;
- le groupe de musique bretonne Plantec.
- Anne-Marie Boudaliez, résistante née en 1920 à Peillac
- Christophe Coué (1982-), footballeur originaire de Peillac.